# Airampoa soehrensii
Airampoa soehrensii es una especie de planta suculenta perteneciente al género Airampoa, dentro de la familia Cactaceae. Se distribuye por Argentina, Bolivia, Chile y Perú y anteriormente se le conocía como Tunilla soehrensii.

## Descripción

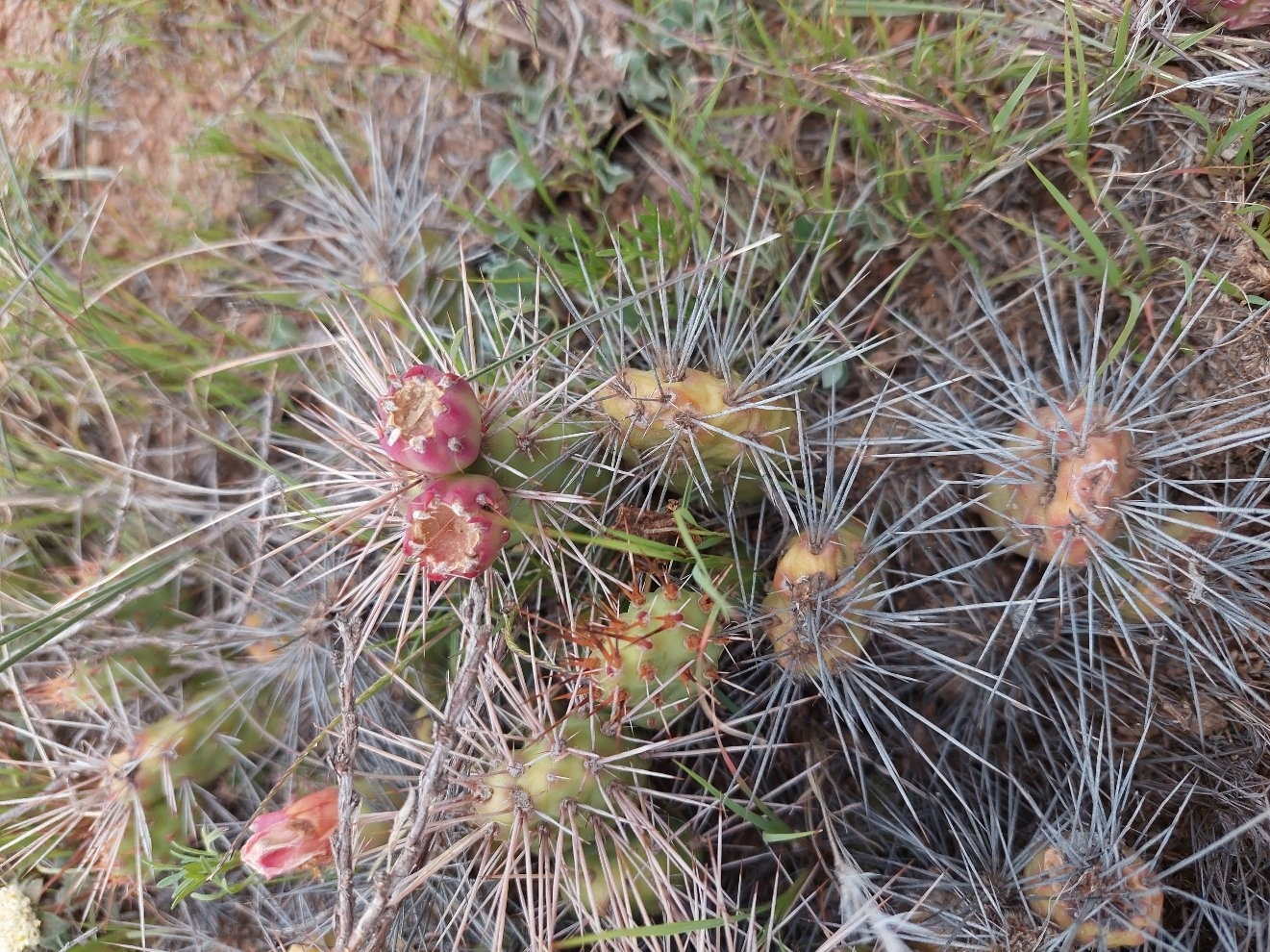
Detalle del fruto

Airampoa soehrensii es una especie de cactus de pequeño porte que crece de forma rastrera. Los tallos son casi cilíndricos o con forma de media luna, con segmentos aplanados algo tuberculados de hasta 6 cm de largo.  
En cada segmento encontramos 60 o más areolas con 5-8 espinas cada una. Tienen forma de aguja, son desiguales, y siempre miran hacia arriba. Pueden llegar a mediar hasta 7 cm de largo y son de color amarillento o marrón.  

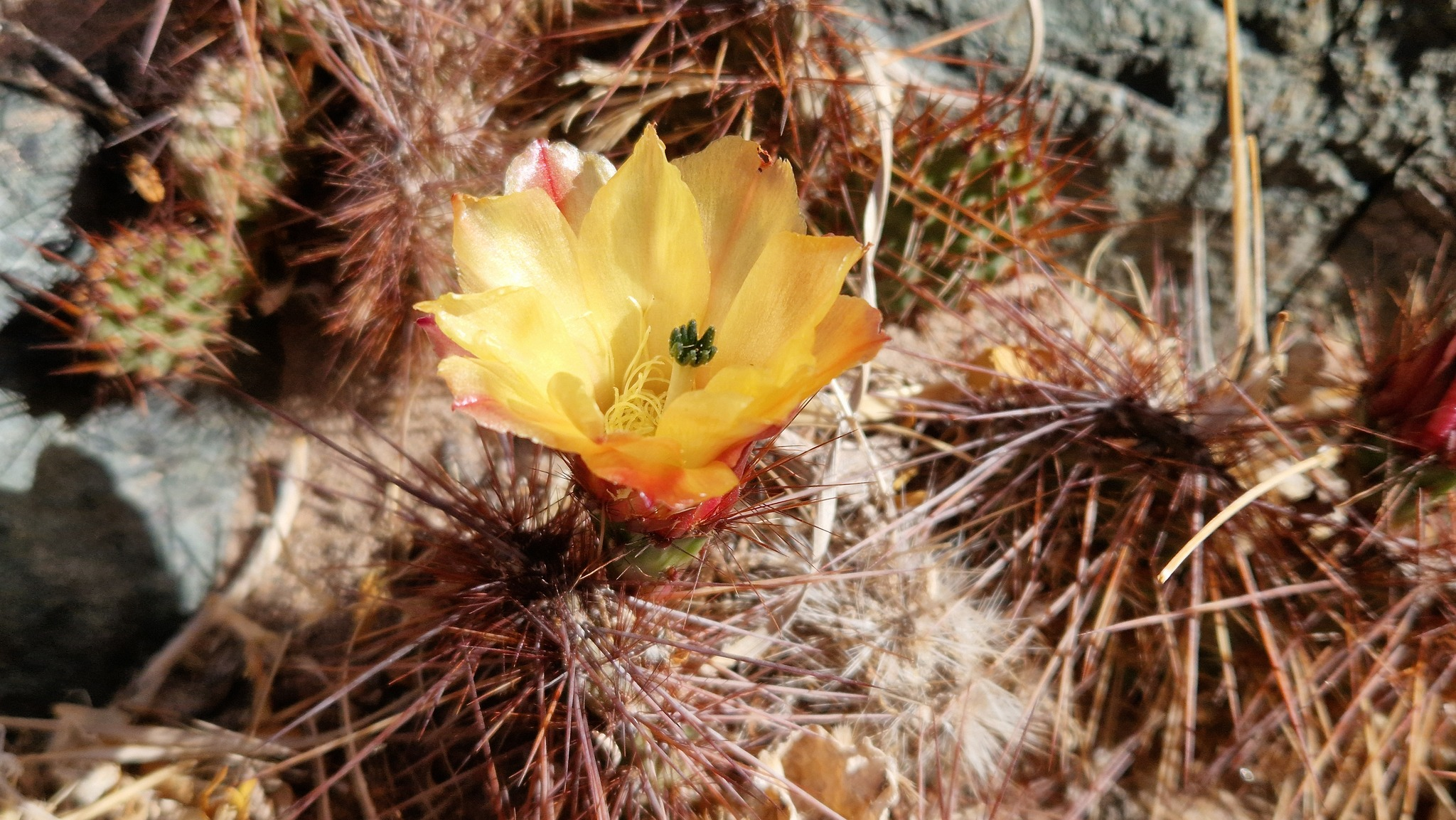
Detalle de la flor

Las flores son de color amarillo, naranja, rosa o rojo y son largas, de 5,5 centímetros. Los frutos son de color rojo oscuro y tienen una longitud de hasta 2,5 centímetros.

## Distribución y hábitat
El área de distribución nativa de esta especie es desde Perú hasta Bolivia, Chile y el noroeste de Argentina y crece principalmente en el bioma tropical montañoso.

## Taxonomía
La primera descripción de esta especie fue como Opuntia soehrensii, publicada en 1919 por los botánicos estadounidenses Nathaniel Lord Britton y Joseph Nelson Rose en el libro The Cactaceae; descriptions and illustrations of plants of the cactus family 1: 134.
Más tarde, el botánico francés Joël Lodé trasladó la especie al género Airampoa, por lo que pasó a llamarse Airampoa soehrensii. Registró estos cambios en la revista científica Cactus-Aventures International 111-112: 67, publicada en 2016.
Etimología
- Airampoa: nombre genérico que deriva de la palabra quechua ayrampu, que es como se conoce a los individuos de esta especie en la región.[5]
- soehrensii: epíteto específico otorgado en honor al botánico alemán Hermann Soehrens, quien contribuyó al estudio de la flora en América del Sur. [6]

Sinonimia
- Airampoa ayrampo (Haenke) Doweld, 2002
- Airampoa boliviensis (Backeb.) Doweld, 2002
- Airampoa cedergreniana (Backeb.) Doweld, 2002
- Airampoa chilensis (F.Ritter) Doweld, 2002
- Airampoa minuscula (Backeb.) Doweld, 2002
- Airampoa orurensis (Cárdenas) Doweld, 2002
- Airampoa silvestris (Backeb.) Doweld, 2002
- Cactus ayrampo Haenke, 1809
- Opuntia alcerrecensis Iliff, 1997
- Opuntia ayrampo (Haenke) Mottram, 2004
- Opuntia boliviensis Backeb., 1936
- Opuntia cedergreniana Backeb., 1936
- Opuntia minuscula (Backeb.) G.D.Rowley, 1958
- Opuntia orurensis Cárdenas, 1956
- Opuntia poecilacantha Backeb., 1962
- Opuntia silvestris Backeb., 1932
- Opuntia soehrensii Britton & Rose, 1919 (basónimo)
- Platyopuntia chilensis F.Ritter, 1980
- Platyopuntia orurensis (Cárdenas) F.Ritter, 1980
- Platyopuntia soehrensii (Britton & Rose) F.Ritter, 1980
- Platyopuntia soehrensii var. grandiflora F.Ritter, 1980
- Platyopuntia soehrensii var. transiens F.Ritter, 1980
- Tephrocactus minusculus Backeb., 1936
- Tephrocactus silvestris Backeb., 1936
- Tephrocactus soehrensii (Britton & Rose) G.D.Rowley, 2006
- Tunilla chilensis (F.Ritter) D.R.Hunt & Iliff, 2000
- Tunilla minuscula (Backeb.) D.R.Hunt & Iliff, 2000
- Tunilla orurensis (Cárdenas) D.R.Hunt & Iliff, 2000
- Tunilla silvestris (Backeb.) D.R.Hunt & Iliff, 2000
- Tunilla soehrensii (Britton & Rose) D.R.Hunt & Iliff, 2000

## Estado de conservación
En la Lista Roja de Especies Amenazadas de la UICN, la especie está clasificada como de “Preocupación Menor (LC)”.

## Usos
Se cultiva principalmente como planta ornamental y su propagación se realiza normalmente a través esquejes. Además, la fruta de esta planta se utiliza como alimento, para teñir la ropa y con fines medicinales.

## Galería

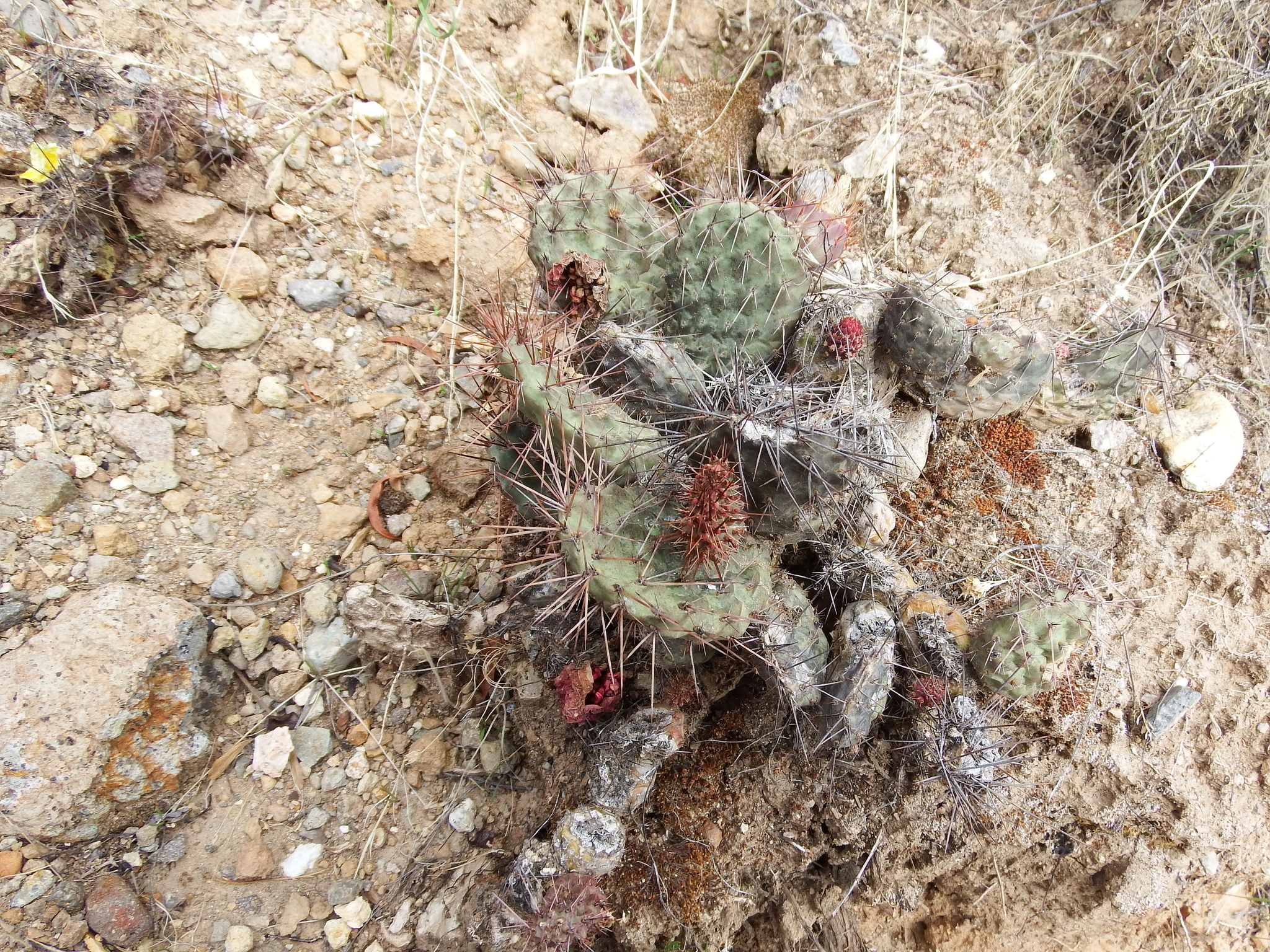
Planta en crecimiento
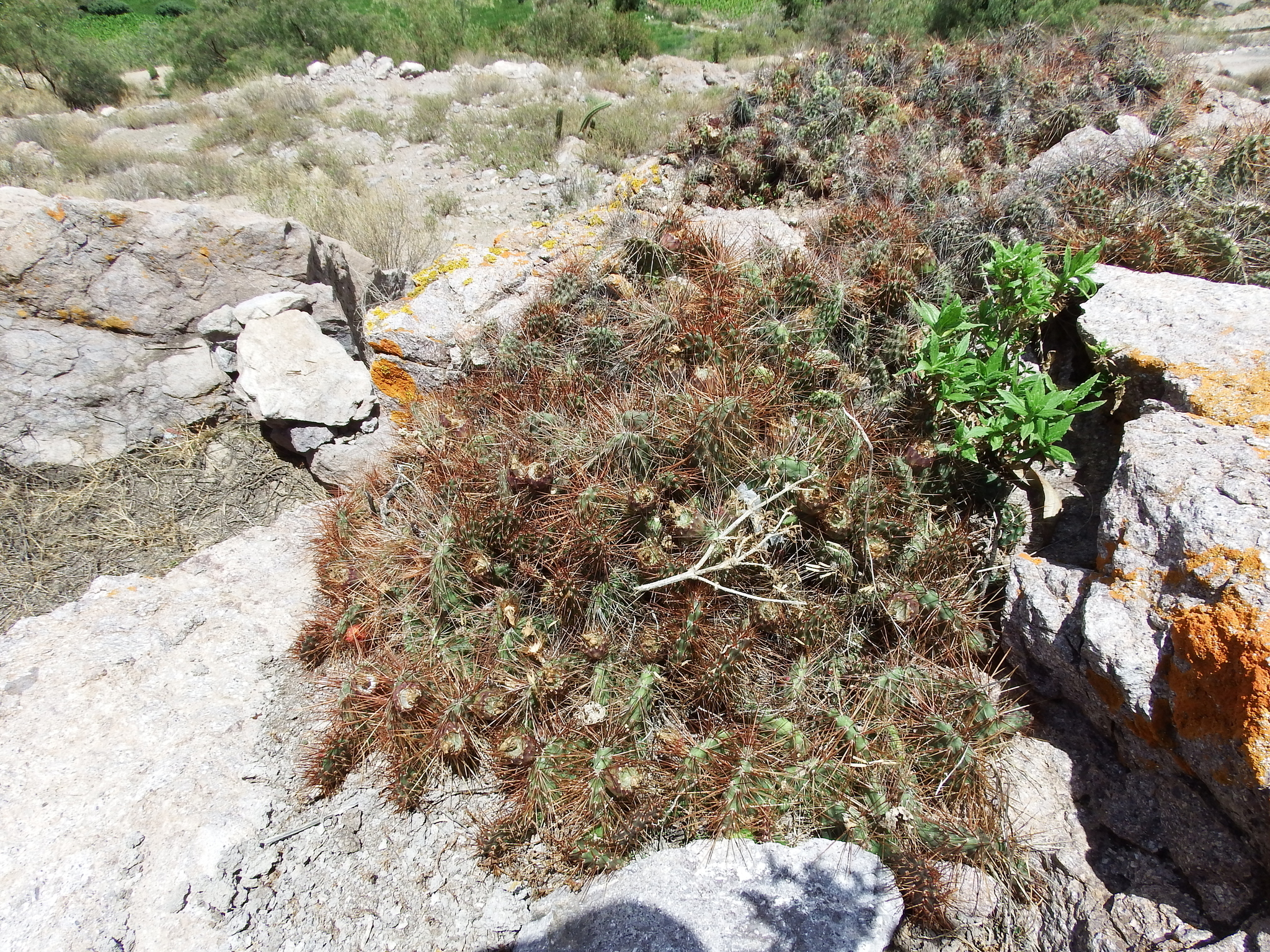
Panta en su hábitat
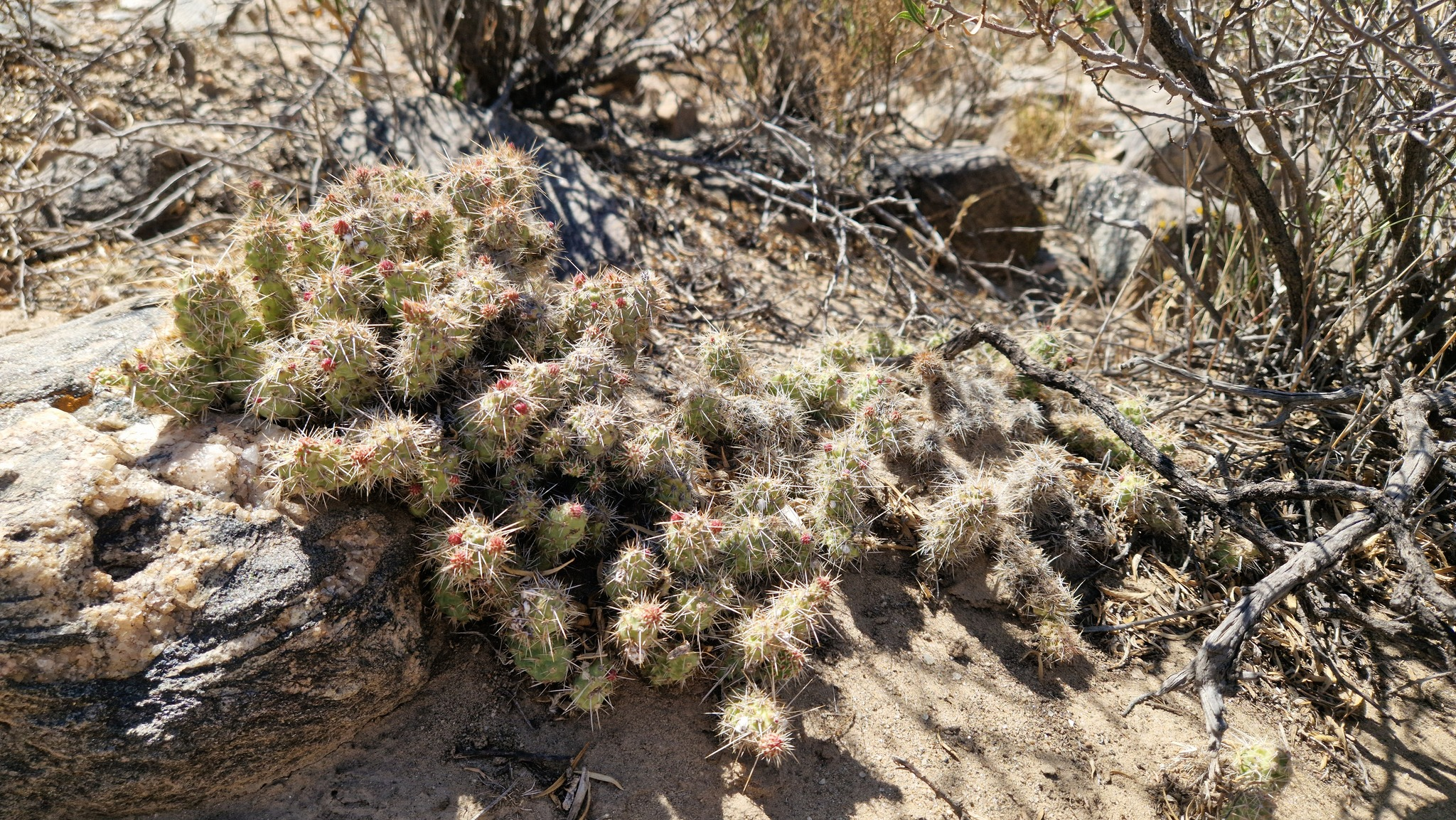
Porte de la planta
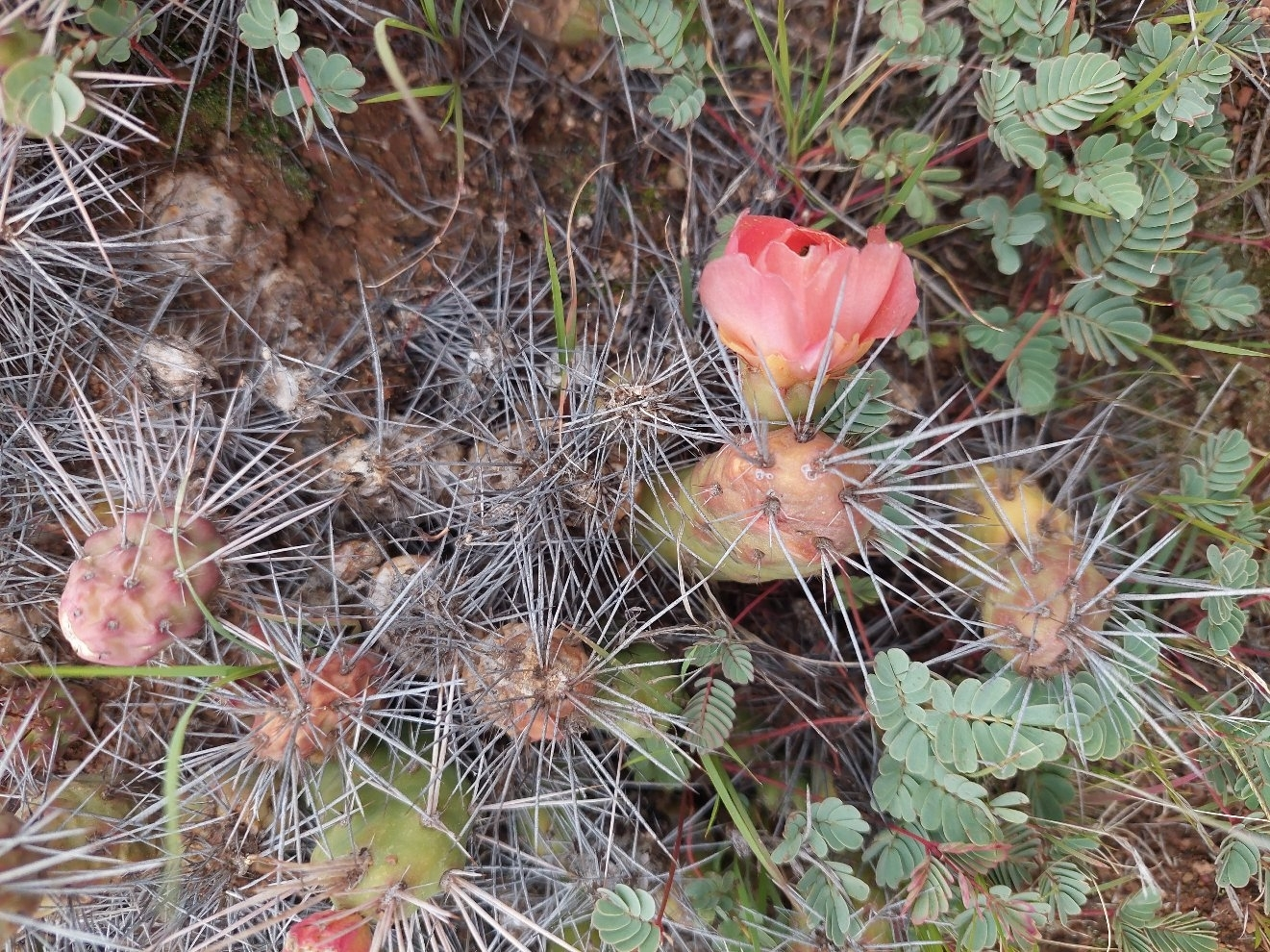
Planta en flor
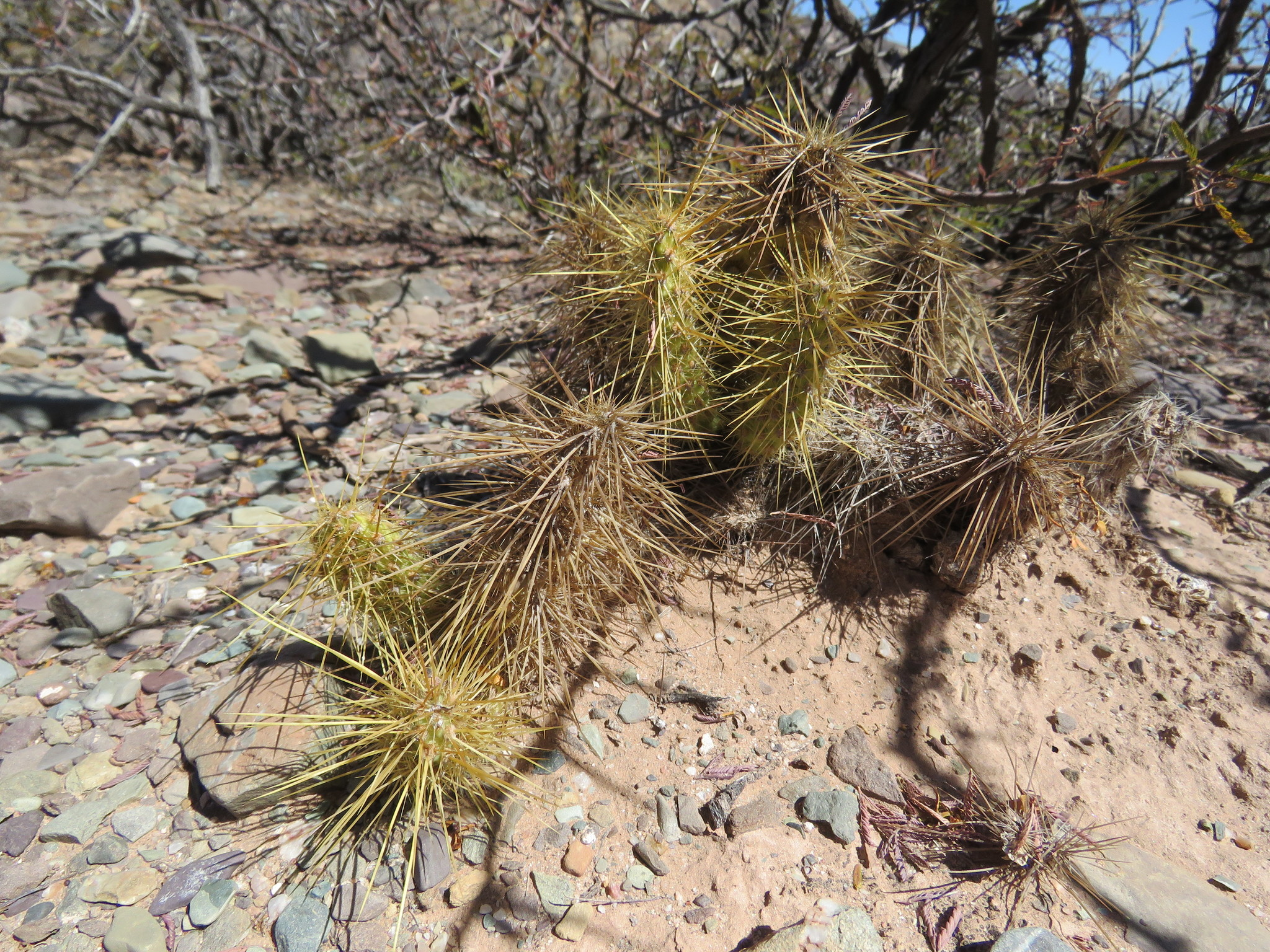
Planta en su hábitat